# Antistea
Antistea is een geslacht van spinnen uit de  familie van de Hahniidae (kamstaartjes).

## Soorten
- Antistea brunnea (Emerton, 1909)
- Antistea elegans (Blackwall, 1841) (Moeraskamstaartje)
  - Antistea elegans propinqua (Simon, 1875)